# 霍伊卡雷克山
47°17′32″N 13°09′55″E / 47.29228°N 13.165328°E

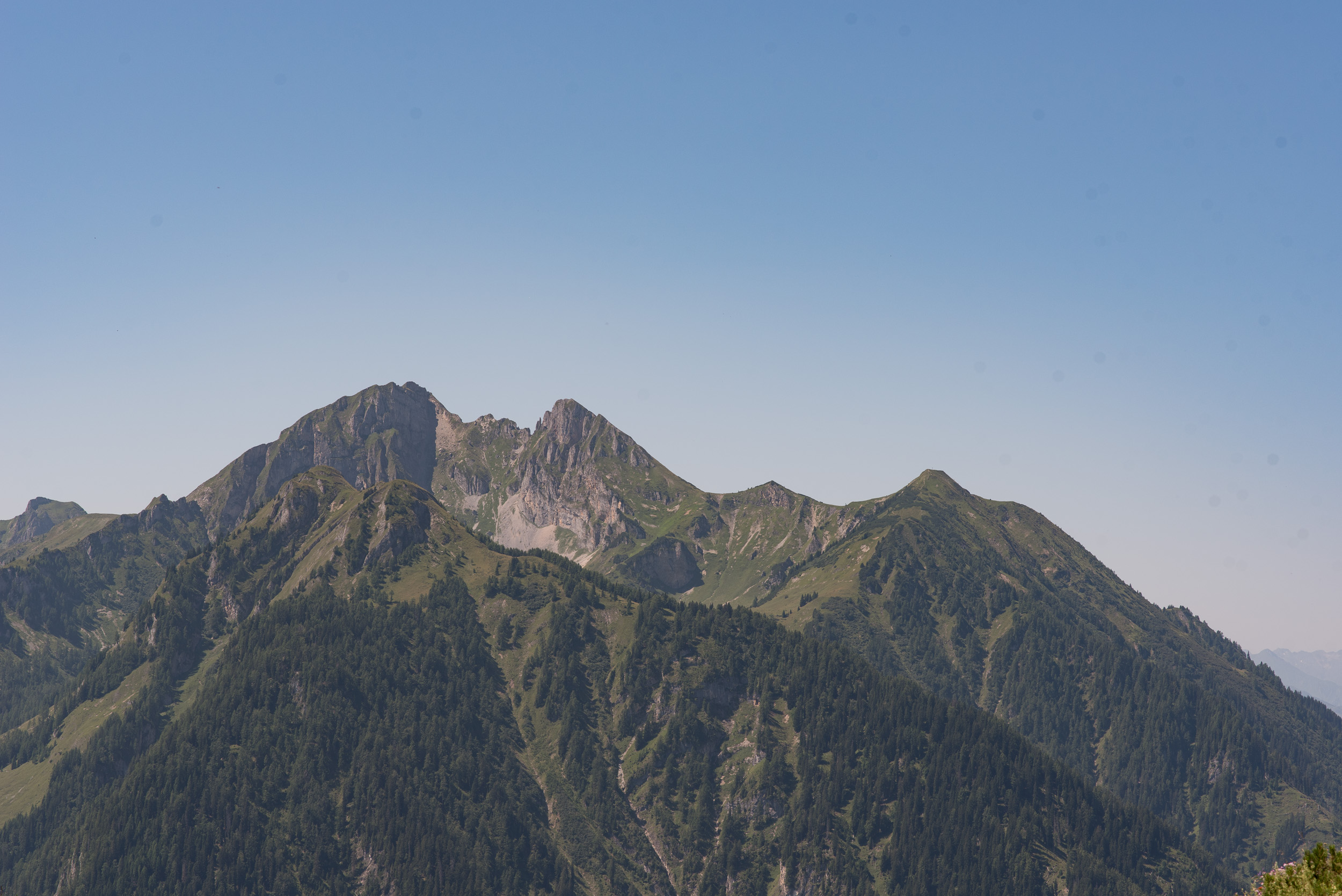

霍伊卡雷克山（德語：Heukareck），是奧地利的山峰，位於該國中部，由薩爾茨堡州負責管轄，屬於安科格爾山脈的一部分，海拔高度2,100米，每年平均降雨量2,176毫米。